# Flavio Carlo Lanciani
Flavio Carlo Lanciani (Roma, vers el 1661 – idem. 28 de juliol, 1706), va ser un compositor i mestre de capella italià.
Violoncel·lista, mestre de capella i composior italià. Va ser ajudant de cambra, virtuós i copista del cardenal Pietro Ottoboni. Mestre de capella a la Basilica di Sant'Agostino i Santa Maria in Trastevere, fou un músic important a la Roma del segle XVII.

## Algunes obres més importants
- L'amant del seu enemic; Roma – 1688 – es van perdre les partitures
- Amor i gratitud; Roma - 1691
- La força de la sang; Roma – 1686 – es van perdre les partitures
- El martiri de sant Eustaqui.
- L'amant gelós visir; Todi – 1685 – van perdre les partitures.[3]